# 麻長ジャンクション

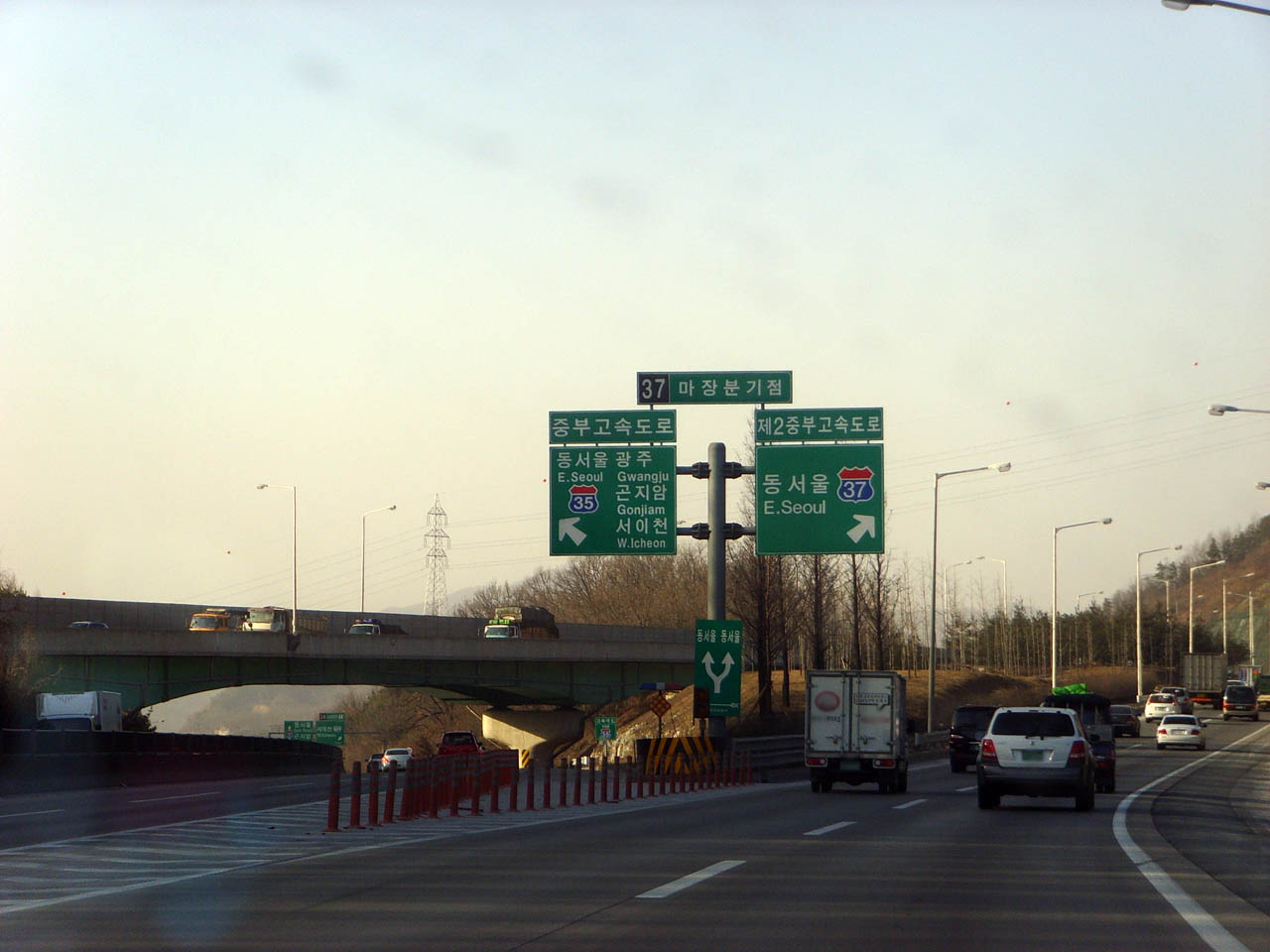
左方向は中部高速道路、右方向は第二中部高速道路

麻長ジャンクション（マジャン）は大韓民国京畿道利川市にある、統営-大田・中部高速道路（35号線）と第二中部高速道路（37号線）を接続するジャンクションである。

## 接続している路線

### ソウル・釜山方面
- 第二中部高速道路（37番）

## 隣
統営-大田・中部高速道路
戸法JCT - 麻長JCT - 利川SA（統営方向のみ） - 西利川IC
第二中部高速道路
麻長JCT - 利川SA（河南方向のみ）- 山谷JCT